# 赫胥黎层
赫胥黎层（英語：Huxley's layer），得名于英国生物学家托马斯·亨利·赫胥黎，位于内毛根鞘的中间层，亨勒层和鞘小皮之间，由2至3层未完全角化的扁长形细胞构成。赫胥黎层含有透明毛质颗粒和张力原纤维，毛囊下部有细胞核，毛囊上部的核固缩或消失。